# 王勇 (1971年)
王勇（1971年3月—），男，汉族，四川泸州人。1991年7月参加工作，1994年10月加入中国共产党，研究生学历，四川大学在职经济学博士。中华人民共和国政治人物。

## 简历
1991年毕业于四川大学计算机科学系计算机科学专业，后进入民航西南管理局工作。2011年12月，任民航贵州安全监管局局长、党委书记；2015年12月，任贵州省机场集团有限公司副总经理，贵州省机场建设投资有限公司副董事长、总经理、党委书记；2016年9月，任贵州省机场集团有限公司董事长，贵州省机场建设投资有限公司董事长、总经理、党委书记；2018年1月，任贵州省机场集团有限公司董事长、党委书记；
2019年4月，任贵州省国有资产监督管理委员会主任（2020年10月--2021年1月在中央党校第48期中青年干部培训班学习）；
2021年4月，任西藏自治区人民政府副主席。
2024年1月29日，他因涉嫌严重违纪违法，接受中央纪委国家监委纪律审查和监察调查。同年3月，西藏自治区人大正式免除其西藏自治区人民政府副主席的职务。同年7月31日，被给予开除党籍开除公职处分。9月12日，中纪委在通报中透露，2013年至2024年，王勇多次接受私营企业主安排的宴请，食用高档菜肴，饮用高档白酒，相关费用均由私营企业主支付；多次收受私营企业主所送礼金和高档手表、首饰、高档白酒等礼品；长期无偿借用多名私营企业主提供的车辆，并接受私营企业主安排司机为其出行提供接送服务。
2025年2月，王勇涉嫌受贿一案，由国家监察委员会调查终结，经最高人民检察院指定，由湖南省郴州市人民检察院向郴州市中级人民法院提起公诉。經審理查明，2007年至2023年，被告王勇利用擔任民航西南地區管理局政策法規處處長，民航貴州安全監管局黨委書記、局長，貴州省機場集團有限公司黨委書記、董事長兼任貴陽龍洞堡國際機場三期擴建工程指揮部指揮長等職務上的便利以及職權或者地位形成的便利條件，幫助有關單位和個人承攬工程，非法收受財物共計折合人民幣2.71億餘元。2025年7月8日，郴州市中級人民法院公開宣判西藏自治區人民政府原黨組成員、副主席王勇受賄一案，以受賄罪判處死刑、緩期二年執行。